# تفشي الحصبة في الفلبين 2019
تفشي الحصبة في الفلبين 2019 بدأت في أوائل عام 2019 في الفلبين. تم الإعلان رسميًا عن تفشي مرض الحصبة في فبراير 2019 في مناطق إدارية مختارة في لوزون وفيساياس بما في ذلك مترو مانيلا من قبل الحكومة الفلبينية. يُعزى تفشي المرض إلى انخفاض معدلات التطعيم من 88٪ لـ 10 إلى 15 سنة سابقة إلى 74٪ وقت تفشي المرض، ويُزعم أن سبب ذلك هو جدل دنغفاكسيا.

## علم الأوبئة
أعلنت وزارة الصحة الفلبينية عن تفشي مرض الحصبة في مترو مانيلا بسبب زيادة قدرها 550٪ في عدد المرضى من 1 يناير إلى 6 فبراير 2019، مقارنة بأرقام الفترة المماثلة من عام 2018. كما تم الإعلان رسميًا عن حالات تفشي المرض في وسط لوزون وكالابارزون وغرب فيساياس وفيساياس الوسطى. وشمال مينداناو. ذكر تقرير مشترك صادر عن منظمة الأمم المتحدة للطفولة اليونيسف ومنظمة الصحة العالمية في التقرير أن تفشي المرض بدأ في وقت مبكر جدًا في أواخر عام 2017 في مينداناو.
تعد كل من مترو مانيلا وكالابارزون أكثر المناطق تضررًا مع ما لا يقل عن ألف حالة لكل منهما.
سجلت وزارة الصحة 8.443 حالة في الفترة من 1 يناير إلى 18 فبراير 2019، منها 135 حالة وفاة. في 1 مارس 2019 أفادت التقارير بوجود 13.723 حالة إصابة على الأقل، و215 حالة وفاة مسجلة على مستوى الجمهورية.
بحلول 30 أبريل أعلنت وزارة الصحة أن تفشي مرض الحصبة تحت السيطرة بالفعل لكنها ظلت مترددة في رفع إعلان التفشي رسميًا. تم تسجيل 31،056 حالة إصابة و415 حالة وفاة خلال الفترة من 1 يناير إلى 13 أبريل.

## الأسباب
التطعيم ضد الحصبة متاح مجانًا في المستشفيات الحكومية والمراكز الصحية ولكن هناك ثقة منخفضة في التطعيم في الدولة. وفقًا لاستطلاع للرأي أجرته كلية لندن للصحة والطب الاستوائي في عام 2018، فإن 32 بالمائة من 1500 لقاح فلبيني شملهم الاستطلاع موثوق بهم. في تكرار الاستطلاع لعام 2015، قال 93 في المائة من المستجيبين إنهم يثقون في اللقاحات. يعزو وزير الصحة فرانسيسكو دوكي الثالث الثقة المنخفضة في حملة التحصين الحكومية بسبب الجدل الدائر حول دنغفاكسيا.
قالت منظمة الأمم المتحدة لرعاية الطفولة يونيسيف إن تفشي المرض ناجم عن "فشل النظام الصحي"، مشيرة إلى أن توزيع اللقاحات حتى مستوى القرى لم يعمل بشكل صحيح. وأشاروا إلى أن معدلات التحصين في البلاد قد انخفضت في السنوات العشر إلى الخمس عشرة الماضية حيث تم تحصين حوالي 74٪ وقت تفشي المرض مقارنة بنسبة عالية بلغت 88٪ قبل 10 أو 15 عامًا. كما عزت اليونيسف ومنظمة الصحة العالمية إلى زيادة تردد اللقاح في عام 2018 بسبب الجدل حول لقاح حمى الضنك كعامل يساهم في تفشي المرض. مع ذلك تُظهر البيانات الإحصائية من اليونيسف أن الانخفاض في التطعيم ضد الحصبة بدأ في وقت مبكر من عام 2014، قبل أربع سنوات من حدوث جدل دنغفاكسيا.
اعتبارًا من 1 مارس 2019 كان 62 بالمائة من جميع الحالات المسجلة في ذلك الوقت تتعلق بأفراد لم يتم تطعيمهم ضد الحصبة.

## الاستجابة
أصدرت وزارة الصحة إعلانًا إعلاميًا يضم الملاكم ماني باكياو لتشجيع الآباء والأوصياء على تطعيم أطفالهم ضد الحصبة استجابة لتفشي المرض.
ولاية صباح في ماليزيا المجاورة للفلبين من خلال وزارة الصحة ورفاهية الناس تعمل على تلقيح جميع الأطفال، وخاصة الأشخاص عديمي الجنسية بعد تفشي المرض في جارتهم الفلبين.